# Belize City
Pour les articles homonymes, voir Belize (homonymie).
Belize City est l'ancienne capitale du Bélize et la plus grande ville de ce pays d'Amérique centrale.
D'après le recensement de 2000, la ville aurait une population de 49 040 habitants ; les estimations officieuses placent ce total plus près des 60 000. La ville, fondée en tant que Belize Town au milieu du XVIIe siècle par des bûcherons britanniques, est située à l'embouchure du fleuve Belize, sur la côte Caraïbe.

## Géographie
Belize City, au bord de la mer des Caraïbes, s'étend sur les rives du Haulover Creek, bras du fleuve Belize. D'un côté se concentrent les quartiers résidentiels, de l'autre le centre économique. Le port est situé peu après en aval, à l'embouchure du Haulover Creek.

## Histoire
Après avoir été le site de Holzuz, village maya, l'embouchure du Haulover Creek voit arriver les premiers colons anglais, des bûcherons, au milieu du XVIIe siècle.
Les Anglais fondent le port peu après la découverte de l'endroit, propice à l'installation d'un port qui permet d'exporter le bois exotique.
La ville prospère ensuite et devient vite le centre administratif et économique de la colonie du Honduras britannique. Belize City est d'ailleurs le théâtre, en 1798, de la bataille du Cayo de San Jorge, qui oppose Anglais et Espagnols ; finalement, les Anglais, vainqueurs, sont reconnus comme propriétaires définitifs de la colonie.
Mais le développement de la ville est freiné à de nombreuses reprises par des ouragans. En effet, en moins d'un siècle, Belize City connaît deux cyclones destructeurs, l'ouragan du Honduras britannique en 1931 et l'ouragan Hattie en 1961. Ce dernier, a pratiquement rayé de la carte Belize City le 31 octobre, faisant 275 morts et balayant près de 75 % des immeubles et maisons. Le gouvernement décide alors de créer une nouvelle capitale plus sûre, Belmopan. Celle-ci est en effet située dans les terres et jouit d'un climat moins malsain.
Mais si Belize City n'est plus capitale, elle ne reste pas moins le cœur économique et la plus grande ville du pays.

## Politique et administration
Lors des élections municipales de 2018, Bernard Wagner est élu maire. Il est réélu lors des élections suivantes,.
| Période | Période  | Identité           | Étiquette | Qualité          |
| ------- | -------- | ------------------ | --------- | ---------------- |
| 1956    | 1962     | George Cadle Price | PUP       |                  |
| 1995    | 1998     | Jose Coye          | PUP       | Expert-comptable |
| 1998    | 1999     | Marshall Nuñez     |           |                  |
| 1999    | 2006     | David Fonseca      | PUP       |                  |
| 2006    | 2012     | Zenaida Moya       | UDP       |                  |
| 2012    | 2018     | Darrell Bradley    | UDP       |                  |
| 2018    | en cours | Bernard Wagner     | PUP       |                  |

## Économie
Le port est le premier du pays en importance, essentiellement destiné aux bateaux de croisière, et la ville est également le centre industriel et financier du pays.

## Transports
La ville est desservie par l'aéroport international Philip S. W. Goldson (code AITA : BZE, code OACI : MZBZ) de Ladyville, au nord-ouest de Belize City.

## Lieux et monuments
À cause des fréquents ouragans et inondations, de nombreuses maisons de Belize City sont édifiées en bois, sur pilotis. Le quartier de Fort George est remarquable par la présence de maisons coloniales au bord de l'eau.
La colonisation a laissé d'autres traces, comme le pont tournant, construit à Liverpool en 1923, le palais de justice de 1926, le palais du Gouvernement (Governement House), construit en 1814 et aujourd'hui transformé en musée. La cathédrale Saint John's, construite en 1887, est restée le plus grand sanctuaire anglican d'Amérique centrale.
Le Bliss Institute, nommé en hommage au baron Bliss, riche anglais qui, venu pêcher au Bélize dans les années 1920, en tombe amoureux et lègue sa fortune au pays, accueille la Bibliothèque nationale ainsi que des expositions d'art maya ou contemporain et des représentations théâtrales.

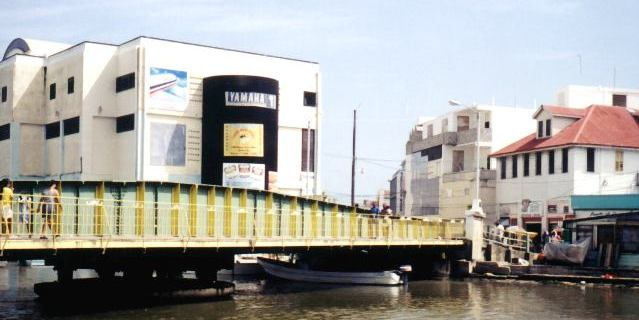
Le Pont tournant.
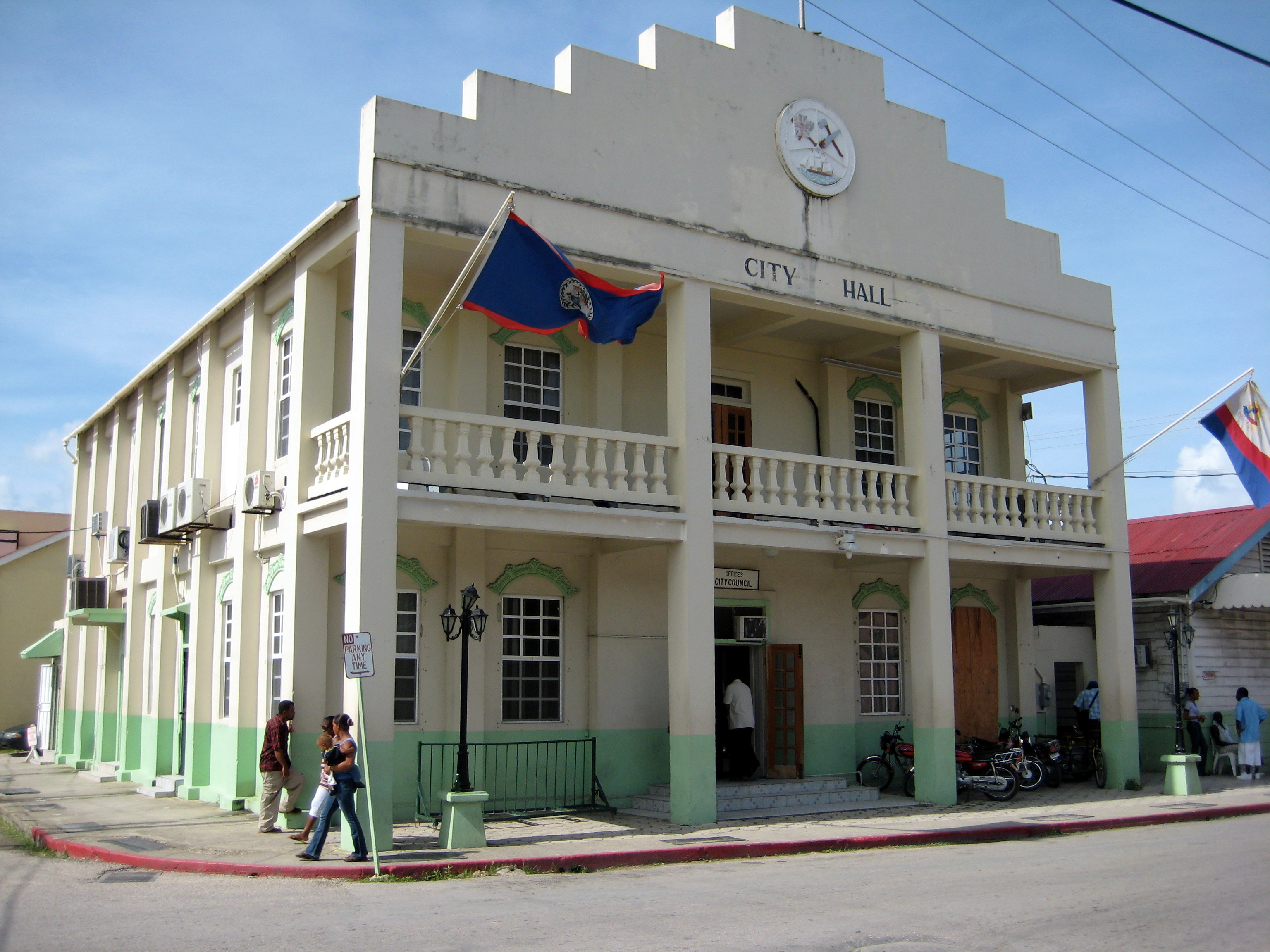
L'hôtel de ville.
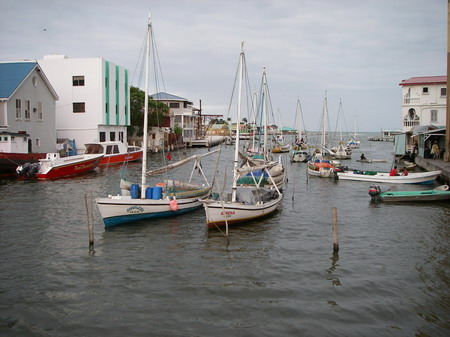
Le Haulover Creek

## Personnalités liées à la ville
- Leroy Young (1967-), poète.
- Dame Elmira Minita Gordon (1930-2021), gouverneur général du Bélize de 1981 à 1993.
- Manuel Esquivel (1940-2022), homme politique bélizien.
- Ann-Marie Williams, journaliste puis haute-fonctionnaire.

## Jumelage
| Ville | Ville     | Pays | Pays                         |
| ----- | --------- | ---- | ---------------------------- |
|       | Ann Arbor |      | États-Unis                   |
|       | Chetumal  |      | Mexique                      |
|       | Kaohsiung |      | République de Chine (Taïwan) |

Belize City est jumelée avec Ann Arbor, dans le Michigan.
Elle est également jumelée avec la ville mexicaine Chetumal, capitale de l'État du Quintana Roo.